# Večernice vonná
Večernice vonná (Hesperis matronalis) je až metr vysoká bylina která nejen hezky kvete, ale v souladu se svým druhovým jménem i voní. Je to introdukovaný druh rodu večernice, který se do přírody České republiky dostal lidským přičiněním.

## Rozšíření
Druh pochází z oblastí jižní Evropy a jižního Ruska, Střední Asie a severozápadní Číny. Následně se rozšířil do Střední Evropy, Severní a Jižní Ameriky, Austrálie i na Nový Zéland. Je bylinou které prospívají polostínná místa s vlhkou a na živiny bohatou půdou. Tato lehce zplaňující, nenáročná okrasná rostlina je často vysazována v parcích a zahradách odkud se šíří do volné přírody. V současnosti vyrůstá mnohde na okrajích lesů a houštin, u břehů vodních toků, okolo silnic i železničních tratí a v různých ruderálních společenstvech.

## Popis
Obvykle dvouletá nebo krátkodobě vytrvalá s přímou, 50 až 100 cm vysokou lodyhou vyrůstající z dlouhého kořene s oddenky. Jednoduchá nebo rozvětvená, na průřezu oblá lodyha bývá někdy holá, jindy je porostlá jednoduchými, dolů ohnutými nebo odstávajícími chlupy do nichž jsou někdy vtroušeny vidlicovitě rozvětvené chlupy se žlázkami nebo bez. Přízemní i spodní lodyžní listy mají řapíky asi 2 cm dlouhé a v době kvetení již usychají, střední a horní střídavě rostoucí listy mají řapíky kratičké a směrem vzhůru se stávají přisedlými. Čepele všech listů, dlouhé 4 až 15 cm a široké 1 až 4 cm, jsou úzce podlouhlé, kopinaté nebo vejčité, báze mají uťaté, klínovité, vykrojené či jsou slabě objímavé, vrcholy mívají tupé nebo ostré, po obvodě jsou nejčastěji plytce zubaté a jsou různě porostlé chlupy obdobně jako lodyhy.
Na odstálých chlupatých stopkách, dlouhých jako kalich nebo delších, vyrůstají čtyřčetné vonné květy vytvářející rozvětvené hroznovité květenství. Bílé a někdy červenofialově lemované vztyčené kališní lístky jsou 6 až 12 mm dlouhé a úzce vejčité či kopinaté. Korunní lístky mají široce obvejčité čepele, velké 9 až 18 × 6 až 14 mm, s oblým nebo slabě vykrojeným vrcholem a krátkým hrotem uprostřed, jsou proti dlouhému nehtu rovnovážně odstálé a mohou být zbarvené od bílé přes fialovou až po tmavě purpurovou, někdy mají i červené proužky. Šest čtyřmocných tyčinek nese velké prašníky, krátká čnělka je zakončena plochou dvoulaločnou bliznu.
Květy rozkvétají v květnu až červenci, za pěkného počasí obvykle v podvečer a noci libě voní, vábí takto večerní motýly s dlouhým sosákem kteří jsou hlavními opylovači.
Plodem jsou oblé šešule sedící přímo na odstávajících, holých nebo chlupatých, někdy vzhůru ohnutých stopkách 1 až 3 cm dlouhých. Rovná, na průřezu kruhovitá, dvoudílná šešule dlouhá 6 až 12 cm je nejméně 10krát delší než širší a má na každé chlopni po jednom nervu. V oddílu jsou v jedné řadě uložena červenohnědá, podlouhlá, mírně zploštělá semena asi 3 mm dlouhá.

## Taxonomie
Večernice vonná, vyskytující se v rozlehlém zeměpisném areálu, je poměrně variabilní druh a odborníky v taxonomii je uznáván nestejný počet jejích poddruhů. Podle posledních údajů vyrůstají v České republice tři poddruhy:
- večernice vonná bělostná (Hesperis matronalis L. subsp. candida) (Schulzer) Thell.
- večernice vonná podlouhlolistá (Hesperis matronalis L. subsp. schurii) Soó
- večernice vonná pravá (Hesperis matronalis L. subsp. matronalis)

Morfologicky se od sebe odlišují zbarvením korunních lístků, velikosti i tvarem listů a typem chlupů kterými porůstají.

## Význam
Tento druh je, již od dob Říše římské, pěstován v zahradách i parcích jako nenáročná, květem ozdobná a příjemně vonící rostlina. Byly vyšlechtěny rostliny s květy různých odstínů, pěstují se i plnokvěté formy.
Lidově se rostlina nazývala také „večernička". V léčitelství se používaly především listy (Folium hesperidis), někdy i kvetoucí nať,  samostatný květ nebo semeno. List i semeno se doporučovaly jako lék proti zastaralému kašli a prsním neduhům, ale též jako prostředek močopudný a na vypocení. Vnitřní užití listů upravuje trávicí pochody a dodává tělu vitamin C; při předávkování však může mít droga emetický účinek. Koupele v odvaru, případně omývání pokožky má příznivý vliv na kožní záněty. Květ se někdy přidává do čajových směsí z toho důvodu, aby měl léčivý čaj příjemnou vůni.

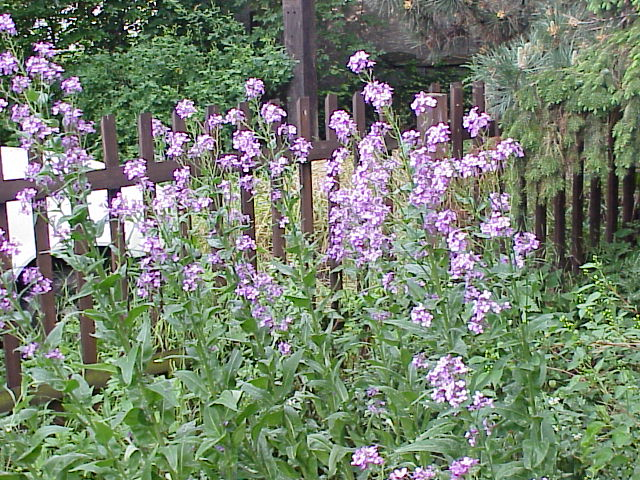
Stinné zákoutí
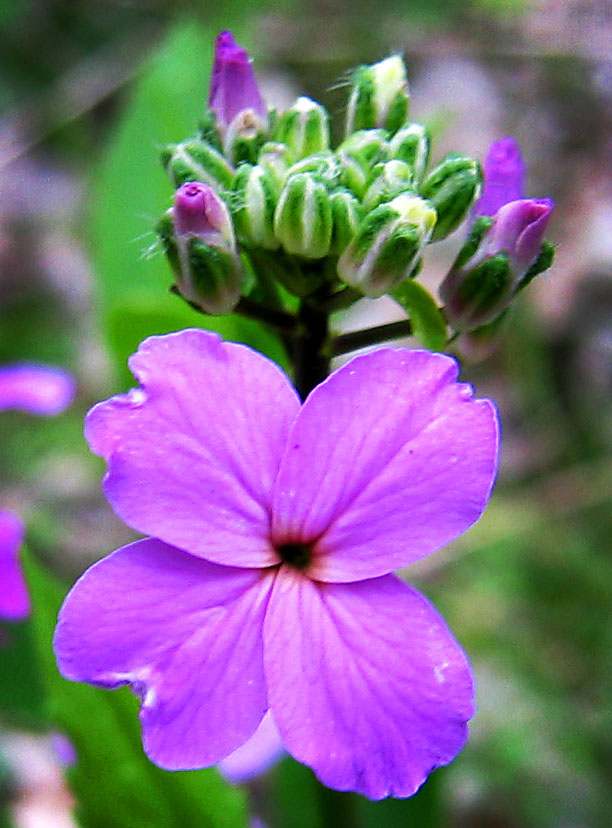
Květ
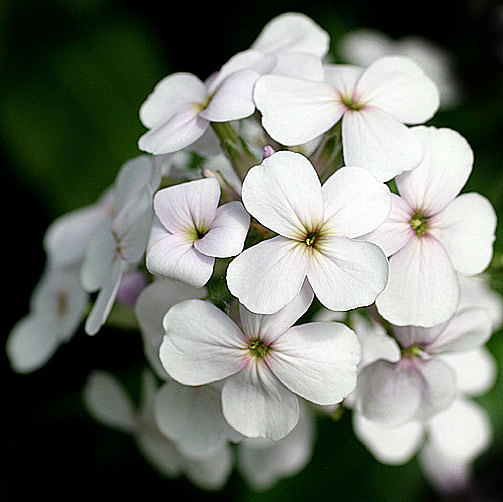
Květy bílé
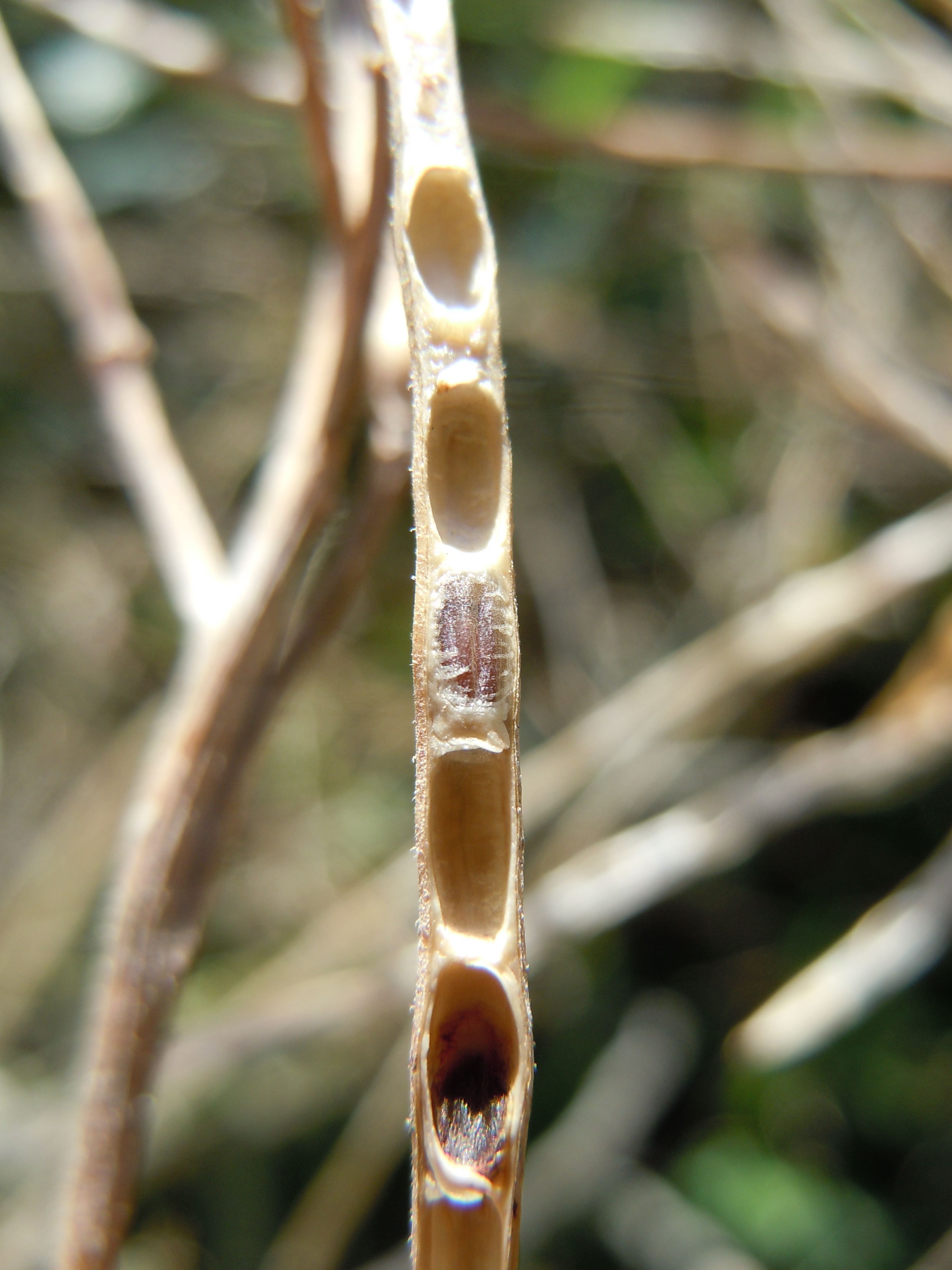
Rozpůlená šešule se semeny